# Ковин (тврђава)
Ковин (лат. Conin, Chovino) или Јеринин град, је тврђава у Србији која се налази на стеновитом узвишењу изнад леве стране клисуре Лима, 9 километара северно од Пријепоља, између места Џурова, Кучина и Избичања. Остаци тврђаве представљају споменик културе.

## Историјат
Није познато када је подигнута, пошто се у изворима помиње тек средином XV века (1448. и 1454) као погранична тврђава Стефана Вукчића Косаче према Деспотовини Србији, а отомански путописац Евлија Челебија наводи 1622. године да потиче из доба Немањића и да је порушена у доба отоманског освајања тог дела Балкана. Улога Ковина била је да контролише пролаз клисуром Лима, између Бистрице и Пријепоља, као и пут који је Пријепоље повезивао са манастиром Ораховицом (Мажићи). Од некадашњег утврђења, најочуванија је донжон кула на самом врху узвишења, а на терену се уочавају остаци грађевина, цистерне, али и терасасти платои, повезани уклесаним степеницама, који се спуштају до реке. Јужно од тврђаве (на даљини од око пола километра) налази некропола из доба антике и средњег века, док се северозападно од ње налази локалитет који припада Винчанској култури.

## Остаци Ковина
Узвишење на коме је тврђава подигнута, високо је 698 метара нмв. и његове стеновите ивице онемогућавају прилаз њеном врху са севера и запада, док се на истоку налази клисура Лима. Захваљујући оваквом природном положају, Ковину се практично могло прићи само са југозапада и доста теже са југоистока, на коме данас има остатака бедема. На падини која се спушта ка реци уочљиво је неколико заравњених платоа, између којих се налазе степенице уклесане у стенама.
Донжон кула, данас очувана до висине од око 6,5 метара, има четвороугаону основу унутрашњих димензија 9 x 6 метара. Зидови су јој дебели 1,6 односно 1,8 метара, тако да су јој спољашње димензије 12,5 x 9,2 метара. У њеној унутрашњости се уочавају отвори за греде које су носиле спратну конструкцију, постављене на 48 до 50 центиметара, са размаком од 3,5 метара између два спрата, док се први ниво налази на висини од 1 метра, у односу на данашњи ниво њеног дна. Изграђена је од мањег камења, а приликом градње њеног северозападног краја, нераван терен је попуњен блоком малтера. Источно од ње, ка Лиму, у стену је уклесана клупа са наслоном, дужине преко 2 метра, каква постоји у Острвици на Руднику.